# 다민이
다민이는 대한민국의 래퍼이다. 2022년에 <쇼미더머니11>에 출연해 주목을 받았다.

## 생애
다민이는 서울특별시 수유동에서 태어났다.

## 경력
2022년에 <쇼미더머니11>에 출연했고, 팀 디스 배틀에서 탈락했다. <음악취향Y>의 2022 올해의 신인 목록에서 4위를 기록했다.

## 예술성
다민이는 "성대를 긁는 듯한 소리"로 잘 알려져 있다.

## 출연 작품

### TV
| 연도 | 제목           | 역할          | 각주  |
| ---- | -------------- | ------------- | ----- |
| 2022 | <쇼미더머니11> | 참가자(Top16) | [ 2 ] |
| 2024 | <랩:퍼블릭>    | 참가자        | [ 2 ] |

## 음반
- DOG OR CHICK (2022)
- DOG OR CHICK 2.0 (2022)
- DOG OR CHICK 3 (2022)
- 혼자 (ALONE) (2022)
- DOG (2022)
- 땡큐 (2022)
- 잘 있지 (2022)

## 피처링
- 허클베리피 <Wolves> (2022)
- YS Block <강변살자> (2022)
- C.Swag <COMIN' REMIX> (2022)
- Jimmy Bang <도움닫기> (2022)